# 全国育樹祭
全国育樹祭（ぜんこくいくじゅさい）は、継続して森を守り育てることの大切さを普及啓発し、国民の森林に対する愛情を培うことを目的に、全国植樹祭を開催したことのある都道府県において、毎年秋季に行われている全国行事。
全国植樹祭において天皇及び皇后が植えた樹木を皇族（皇太子及び皇太子妃、2019年以降は秋篠宮皇嗣）が手入れするもの。主催は国土緑化推進機構及び開催地の都道府県。大会長は、同機構の最高顧問でもある参議院議長。1976年に岐阜県で行われた「育林祭」を前身とし、1977年に第1回が大分県で開催された。
また育樹祭では併催行事として育林交流集会や全国緑の少年団活動発表大会などが実施される。

## 開催地
- 第1回（1977年9月16日）：大分県別府市（志高湖畔）
- 第2回（1978年10月7日）：秋田県田沢湖町（大森山）
- 第3回（1979年11月5日）：福岡県宇美町（四天王寺県民の森）
- 第4回（1980年10月11日）：福井県丸岡町（福井県総合グリーンセンター）
- 第5回（1981年10月12日）：新潟県黒川村（胎内平）
- 第6回（1982年10月12日）：長野県立科町（白樺湖畔）
- 第7回（1983年10月3日）：富山県大山町
- 第8回（1984年10月15日）：岩手県松尾村（県民の森）
- 第9回（1985年11月19日）：千葉県富津市（県立富津公園）
- 第10回（1986年11月17日）：宮崎県小林市（県青少年研修の森）
- 第11回（1987年9月14日）：北海道苫小牧市（道立自然公園）
- 第12回（1988年9月18日）：山形県山形市（県民の森）
- 第13回（1989年10月29日）：茨城県大子町（奥久慈憩いの森）
- 第14回（1990年10月14日）：山梨県鳴沢村（冨士桜地区）
- 第15回（1991年10月6日）：島根県大田市（三瓶山北の原）
- 第16回（1992年11月1日）：高知県吾北村（程野）
- 第17回（1993年10月31日）：三重県菰野町（県民の森）
- 第18回（1994年9月25日）：石川県津幡町（森林公園）
- 第19回（1995年10月1日）：滋賀県栗東町・今津町
- 第20回（1996年10月13日）：栃木県矢板市（県民の森）
- 第21回（1997年9月28日）：青森県青森市（合子沢）
- 第22回（1998年10月4日）：鳥取県鳥取市・大山町
- 第23回（1999年10月31日）：大阪府堺市・岸和田市
- 第24回（2000年9月17日）：福島県猪苗代町
- 第25回（2001年11月18日）：鹿児島県牧園町
- 第26回（2002年10月6日）：佐賀県嬉野町
- 第27回（2003年10月26日）：愛知県藤岡町（愛知県県有林）
- 第28回（2004年10月24日）：徳島県神山町（徳島県立神山森林公園）
- 第29回（2005年10月29日～30日）：兵庫県神戸市・三田市（兵庫県立有馬富士公園）
- 第30回（2006年10月22日）：広島県三原市（広島県立中央森林公園）
- 第31回（2007年11月4日）：熊本県阿蘇市（阿蘇みんなの森）
- 第32回（2008年10月25日～26日）：愛媛県松山市（愛媛県武道館）
- 第33回（2009年10月4日）：長崎県雲仙市（長崎県立百花台公園）
- 第34回（2010年10月3日）：群馬県沼田市・川場村（21世紀の森）
- 第35回（2011年秋季）：奈良県奈良市（平城宮跡）
- 第36回（2012年11月10日～11日）：静岡県伊豆市（あまぎの森）・袋井市（エコパアリーナ）
- 第37回（2013年11月16日）：埼玉県寄居町（金尾山県有林）
- 第38回（2014年10月12日）：山形県金山町（遊学の森）
- 第39回（2015年10月11日）：岐阜県揖斐川町
- 第40回（2016年10月8日～9日）：京都府宇治市（山城総合運動公園ふれあいの森）・南丹市（府民の森ひよし）
- 第41回（2017年11月19日）：香川県まんのう町（満濃池森林公園）
- 第42回（2018年11月18日）：東京都（海の森公園予定地・武蔵野の森総合スポーツプラザ）
- 第43回（2019年12月15日）：沖縄県（沖縄コンベンションセンター）
- 第44回（2021年10月9日～10日）：北海道苫小牧市（苫東・和みの森） 札幌市（北海道立総合体育センター）
- 第45回（2022年11月12日～13日）：大分県豊後大野市（大分県県民の森平成森林公園）・大分市（大分県立武道スポーツセンター）
- 第46回（2023年11月11日～12日）：茨城県潮来市（茨城県水郷県民の森）・水戸市（アダストリアみとアリーナ）
- 第47回（2024年10月19日～20日）：福井県福井市（一乗谷朝倉氏遺跡）・鯖江市、越前市（サンドーム福井）
- 第48回（2025年10月4日～5日）：宮城県白石市（国立花山青少年自然の家 南蔵王野営場）・利府町（セキスイハイムスーパーアリーナ）
- 第49回（2026年）：和歌山県田辺市（新庄総合公園）・白浜町（白浜会館）
- 第50回（2027年）：秋田県北秋田市（秋田県立北欧の杜公園）・大館市（大館樹海ドーム）